# نوء الوسم
نوء الوسم في علم الجغرافيا هو النوء الذي يحل بعد نوء سهيل مباشرة، ويأتي بعده نوء المربعانية. وسمي الوسم، لأنه يسم الأرض ويحييها. أما الوسم في اللغة فهو أثر الكي. والوسام، والوسمة ما وسم به الحيوان من ضروب النقوش، والصور.

## أسماء العرب
جعل العرب أسماءً جميلة مقتبسة من الوسم منها
- وسمي
- وسمية

## وقته
ويبدأ أول أيامه من يوم 16 أكتوبر لنهاية يوم 6 ديسمبر، لمدة (52 يوما). يحل بعده نوء (اربعانية الشتاء) المربعانية، ونوء الوسم (ليس نجما)؛ انما هي صفة، اتصفت بها مجموعة الأيام التي (ينزل فيها المطر)؛ حيث أن ذلك المطر النازل فيها (يسم) الأرض بالاخضرار ؛ فينتج عنه أن ينبت : الفقع، والشيح، والروض، والنفل، وكافة الأعشاب البرية. لذلك قالوا عنه (وسما).

## منازله
ويشتمل نوء الوسم على أربعة منازل من منازل الشمس، والقمر وهي، منازل : العواء، السماك، الغفر (مجموعة نجوم من برج العذراء) ومنزلة الزبانا (إحدى كفتي برج الميزان). وأولى تلك المنازل، منزلة (العواء).